# 中野 (小惑星)
中野(3431 Nakano)は、1984年8月24日に関勉が高知県芸西村で発見した小惑星である。日本人の天文学者中野主一にちなんで命名された。